# ارد (مجارستان)
اِرد (به مجاری: Érd) در پِشت در کشور مجارستان واقع شده‌است. جمعیت این شهر ۶۲٫۴۰۸ نفر است.